# NASCAR Winston Cup de 1976
A Temporada da NASCAR Winston Cup de 1976 foi a 28º edição da Nascar, com 30 etapas disputadas o campeão foi Cale Yarborough.

## Calendário
| N. | Data   | Corrida                 | Circuito                        | Campeão         | Segundo         | Terceiro        |
| 1  | 18-jan | Winston Western 500     | Riverside International Raceway | David Pearson   | Cale Yarborough | Jimmy Insolo    |
| 2  | 15-feb | Daytona 500             | Daytona International Speedway  | David Pearson   | Richard Petty   | Benny Parsons   |
| 3  | 29-feb | Carolina 500            | Rockingham Speedway             | Richard Petty   | Darrell Waltrip | Cale Yarborough |
| 4  | 7-mrt  | Richmond 400            | Richmond International Raceway  | Dave Marcis     | Richard Petty   | Bobby Allison   |
| 5  | 14-mrt | Southeastern 400        | Bristol Motor Speedway          | Cale Yarborough | Darrell Waltrip | Benny Parsons   |
| 6  | 21-mrt | Atlanta 500             | Atlanta Motor Speedway          | David Pearson   | Benny Parsons   | Cale Yarborough |
| 7  | 4-apr  | Gwyn Staley 400         | North Wilkesboro Speedway       | Cale Yarborough | Richard Petty   | Bobby Allison   |
| 8  | 11-apr | Rebel 500               | Darlington Raceway              | David Pearson   | Buddy Baker     | Benny Parsons   |
| 9  | 25-apr | Virginia 500            | Martinsville Speedway           | Darrell Waltrip | Cale Yarborough | David Pearson   |
| 10 | 2-mei  | Winston 500             | Talladega Superspeedway         | Buddy Baker     | Cale Yarborough | Bobby Allison   |
| 11 | 8-mei  | Music City USA 420      | Music City Motorplex            | Cale Yarborough | Richard Petty   | Benny Parsons   |
| 12 | 16-mei | Mason-Dixon 500         | Dover International Speedway    | Benny Parsons   | David Pearson   | Dave Marcis     |
| 13 | 30-mei | World 600               | Charlotte Motor Speedway        | David Pearson   | Richard Petty   | Cale Yarborough |
| 14 | 13-jun | Riverside 400           | Riverside International Raceway | David Pearson   | Bobby Allison   | Benny Parsons   |
| 15 | 20-jun | Cam 2 Motor Oil 400     | Michigan International Speedway | David Pearson   | Cale Yarborough | Bobby Allison   |
| 16 | 4-jul  | Firecracker 400         | Daytona International Speedway  | Cale Yarborough | David Pearson   | Bobby Allison   |
| 17 | 17-jul | Nashville 420           | Music City Motorplex            | Benny Parsons   | Richard Petty   | Darrell Waltrip |
| 18 | 1-aug  | Purolator 500           | Pocono Raceway                  | Richard Petty   | Buddy Baker     | Benny Parsons   |
| 19 | 8-aug  | Talladega 500           | Talladega Superspeedway         | Dave Marcis     | Buddy Baker     | Dick Brooks     |
| 20 | 22-aug | Champion Spark Plug 400 | Michigan International Speedway | David Pearson   | Cale Yarborough | Richard Petty   |
| 21 | 29-aug | Volunteer 400           | Bristol Motor Speedway          | Cale Yarborough | Richard Petty   | Darrell Waltrip |
| 22 | 5-sep  | Southern 500            | Darlington Raceway              | David Pearson   | Richard Petty   | Darrell Waltrip |
| 23 | 12-sep | Capital City 400        | Richmond International Raceway  | Cale Yarborough | Bobby Allison   | Richard Petty   |
| 24 | 19-sep | Delaware 500            | Dover International Speedway    | Cale Yarborough | Richard Petty   | David Pearson   |
| 25 | 26-sep | Old Dominion 500        | Martinsville Speedway           | Cale Yarborough | Darrell Waltrip | Buddy Baker     |
| 26 | 3-okt  | Wilkes 400              | North Wilkesboro Speedway       | Cale Yarborough | Benny Parsons   | Richard Petty   |
| 27 | 10-okt | National 500            | Charlotte Motor Speedway        | Donnie Allison  | Cale Yarborough | Bobby Allison   |
| 28 | 24-okt | American 500            | Rockingham Speedway             | Richard Petty   | Lennie Pond     | Darrell Waltrip |
| 29 | 7-nov  | Dixie 500               | Atlanta Motor Speedway          | Dave Marcis     | David Pearson   | Donnie Allison  |
| 30 | 21-nov | Los Angeles Times 500   | Ontario Motor Speedway          | David Pearson   | Lennie Pond     | Benny Parsons   |

## Classificação final - Top 10
| 1  | Cale Yarborough | 4644 |
| 2  | Richard Petty   | 4449 |
| 3  | Benny Parsons   | 4304 |
| 4  | Bobby Allison   | 4097 |
| 5  | Lennie Pond     | 3930 |
| 6  | Dave Marcis     | 3875 |
| 7  | Buddy Baker     | 3745 |
| 8  | Darrell Waltrip | 3505 |
| 9  | David Pearson   | 3483 |
| 10 | Dick Brooks     | 3447 |